# Ivan Markelov
Bản mẫu:Eastern Slavic name
Ivan Aleksandrovich Markelov (tiếng Nga: Иван Александрович Маркелов; sinh ngày 17 tháng 4 năm 1988) là một cầu thủ bóng đá người Nga. Anh chơi ở vị trí tiền vệ chạy cánh trái hay tiền đạo cho F.K. Anzhi Makhachkala.

## Sự nghiệp câu lạc bộ
Vào ngày 20 tháng 6 năm 2017, anh ký bản hợp đồng 2 năm cùng với F.K. Anzhi Makhachkala.

## Thống kê sự nghiệp

### Câu lạc bộ
Tính đến 20 tháng 5 năm 2018
| Câu lạc bộ                | Mùa giải             | Giải vô địch                | Giải vô địch | Giải vô địch | Cúp     | Cúp       | Châu lục | Châu lục  | Khác    | Khác      | Tổng cộng | Tổng cộng |
| Câu lạc bộ                | Mùa giải             | Hạng đấu                    | Số trận      | Bàn thắng    | Số trận | Bàn thắng | Số trận  | Bàn thắng | Số trận | Bàn thắng | Số trận   | Bàn thắng |
| ------------------------- | -------------------- | --------------------------- | ------------ | ------------ | ------- | --------- | -------- | --------- | ------- | --------- | --------- | --------- |
| Zenit-2 St. Petersburg    | 2006                 | PFL                         | 26           | 5            | 5       | 1         | –        | –         | –       | –         | 31        | 6         |
| Zenit-2 St. Petersburg    | 2007                 | PFL                         | 20           | 4            | 0       | 0         | –        | –         | –       | –         | 20        | 4         |
| Zenit-2 St. Petersburg    | 2008                 | PFL                         | 5            | 1            | 1       | 0         | –        | –         | –       | –         | 6         | 1         |
| Zenit-2 St. Petersburg    | Tổng cộng            | Tổng cộng                   | 51           | 10           | 6       | 1         | 0        | 0         | 0       | 0         | 57        | 11        |
| Dynamo Moskva             | 2008                 | Giải bóng đá ngoại hạng Nga | 0            | 0            | 0       | 0         | –        | –         | –       | –         | 0         | 0         |
| Vityaz Podolsk            | 2009                 | FNL                         | 3            | 0            | 0       | 0         | –        | –         | –       | –         | 3         | 0         |
| Vityaz Podolsk            | 2010                 | PFL                         | 8            | 3            | 1       | 0         | –        | –         | –       | –         | 9         | 3         |
| Vityaz Podolsk            | Tổng cộng            | Tổng cộng                   | 11           | 3            | 1       | 0         | 0        | 0         | 0       | 0         | 12        | 3         |
| Petrotrest St. Petersburg | 2011–12              | PFL                         | 35           | 4            | 0       | 0         | –        | –         | –       | –         | 35        | 4         |
| Karelia Petrozavodsk      | 2012–13              | PFL                         | 21           | 3            | 1       | 0         | –        | –         | –       | –         | 22        | 3         |
| Dynamo St. Petersburg     | 2013–14              | FNL                         | 24           | 3            | 1       | 0         | –        | –         | –       | –         | 25        | 3         |
| Sokol Saratov             | 2014–15              | FNL                         | 26           | 6            | 1       | 0         | –        | –         | –       | –         | 27        | 6         |
| Orenburg                  | 2015–16              | FNL                         | 30           | 9            | 1       | 0         | –        | –         | –       | –         | 31        | 9         |
| Orenburg                  | 2016–17              | Giải bóng đá ngoại hạng Nga | 4            | 0            | 0       | 0         | –        | –         | –       | –         | 4         | 0         |
| Orenburg                  | Tổng cộng            | Tổng cộng                   | 34           | 9            | 1       | 0         | 0        | 0         | 0       | 0         | 35        | 9         |
| Dynamo Moskva             | 2016–17              | FNL                         | 13           | 2            | 1       | 1         | –        | –         | –       | –         | 14        | 3         |
| Dynamo Moskva             | Tổng cộng (2 spells) | Tổng cộng (2 spells)        | 13           | 2            | 1       | 1         | 0        | 0         | 0       | 0         | 14        | 3         |
| Anzhi Makhachkala         | 2017–18              | Giải bóng đá ngoại hạng Nga | 26           | 4            | 0       | 0         | –        | –         | 2       | 0         | 28        | 4         |
| Tổng cộng sự nghiệp       | Tổng cộng sự nghiệp  | Tổng cộng sự nghiệp         | 241          | 44           | 12      | 2         | 0        | 0         | 2       | 0         | 255       | 46        |